# Haapamäki–Björneborg-banan
| Unknown BSicon "ABZg+r" |

| Station on track |

| Unknown BSicon "xABZgr" |

| Unknown BSicon "exBHF" |

| Unknown BSicon "exHST" |

| Unknown BSicon "exBHF" |

| Unknown BSicon "exBHF" |

| Unknown BSicon "exBHF" |

| Unknown BSicon "exBHF" |

| Unknown BSicon "exBHF" |

| Unknown BSicon "exBHF" |

| Unknown BSicon "exBHF" |

| Unknown BSicon "exBHF" |

| Unknown BSicon "xABZg+r" |

| Station on track |

| Unknown BSicon "ABZgl" |

| Small non-passenger station on track |

| Unknown BSicon "eBHF" |

| Unknown BSicon "KBSTxe" |

| Unknown BSicon "exBHF" |

| Unknown BSicon "exBHF" |

| Unknown BSicon "exBHF" |

| Unknown BSicon "exBHF" |

| Unknown BSicon "exBHF" |

| Unknown BSicon "KBSTxa" |

| Small non-passenger station on track |

| Unknown BSicon "ABZg+l" |

| Station on track |

| Straight track |

| Unknown BSicon "ABZg+r" |

| Station on track |

| Unknown BSicon "xABZgr" |

| Unknown BSicon "exBHF" |

| Unknown BSicon "exHST" |

| Unknown BSicon "exBHF" |

| Unknown BSicon "exBHF" |

| Unknown BSicon "exBHF" |

| Unknown BSicon "exBHF" |

| Unknown BSicon "exBHF" |

| Unknown BSicon "exBHF" |

| Unknown BSicon "exBHF" |

| Unknown BSicon "exBHF" |

| Unknown BSicon "xABZg+r" |

| Station on track |

| Unknown BSicon "ABZgl" |

| Small non-passenger station on track |

| Unknown BSicon "eBHF" |

| Unknown BSicon "KBSTxe" |

| Unknown BSicon "exBHF" |

| Unknown BSicon "exBHF" |

| Unknown BSicon "exBHF" |

| Unknown BSicon "exBHF" |

| Unknown BSicon "exBHF" |

| Unknown BSicon "KBSTxa" |

| Small non-passenger station on track |

| Unknown BSicon "ABZg+l" |

| Station on track |

| Straight track |

Haapamäki–Björneborg-banan är en järnvägssträckning som till stora delar togs ur bruk 1985. Bansträckningen gick från Björneborg via Kankaanpää, Parkano och Virdois till Haapamäki. Idag är enbart sträckningen Parkano–Niinisalo samt Björneborg–Bodskär i bruk.
Banans ursprungliga syfte var att erbjuda en större transportled från Jyväskylätrakten till Björneborgs hamn. Banan var klar i sin helhet 1938. Persontrafik upphörde 1981.

## Stationer

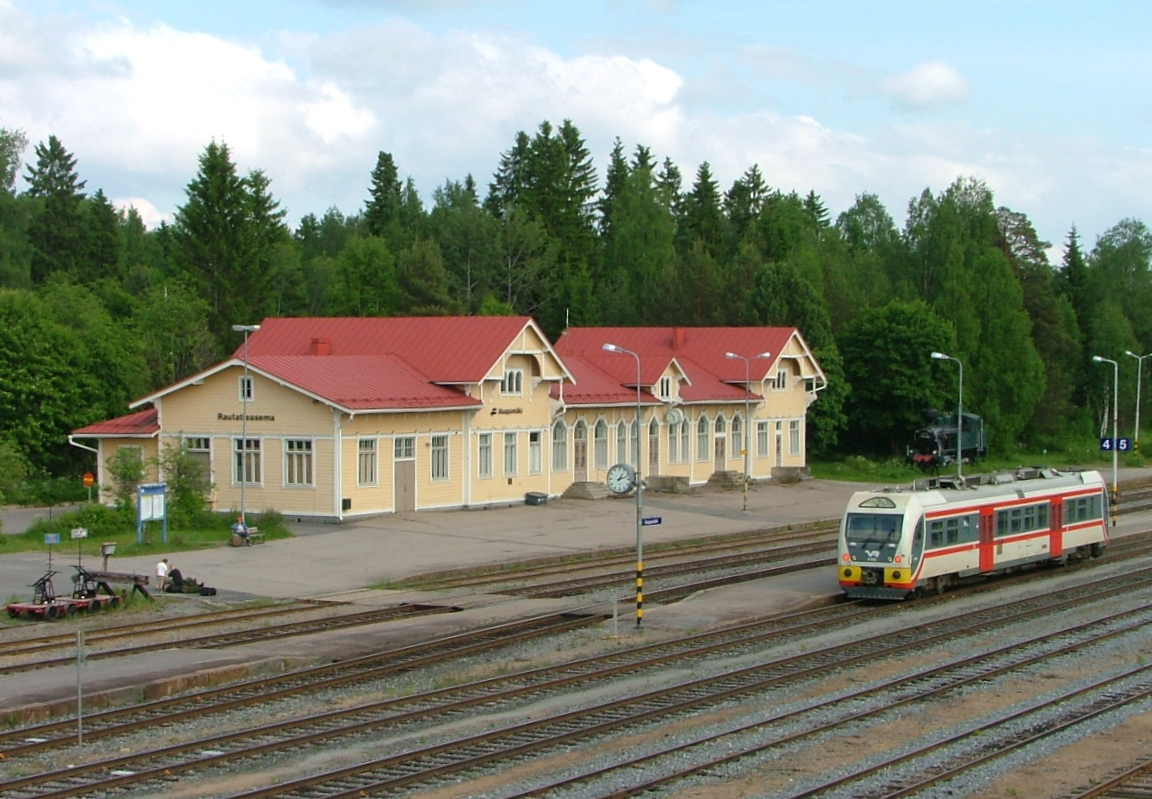
Haapamäki
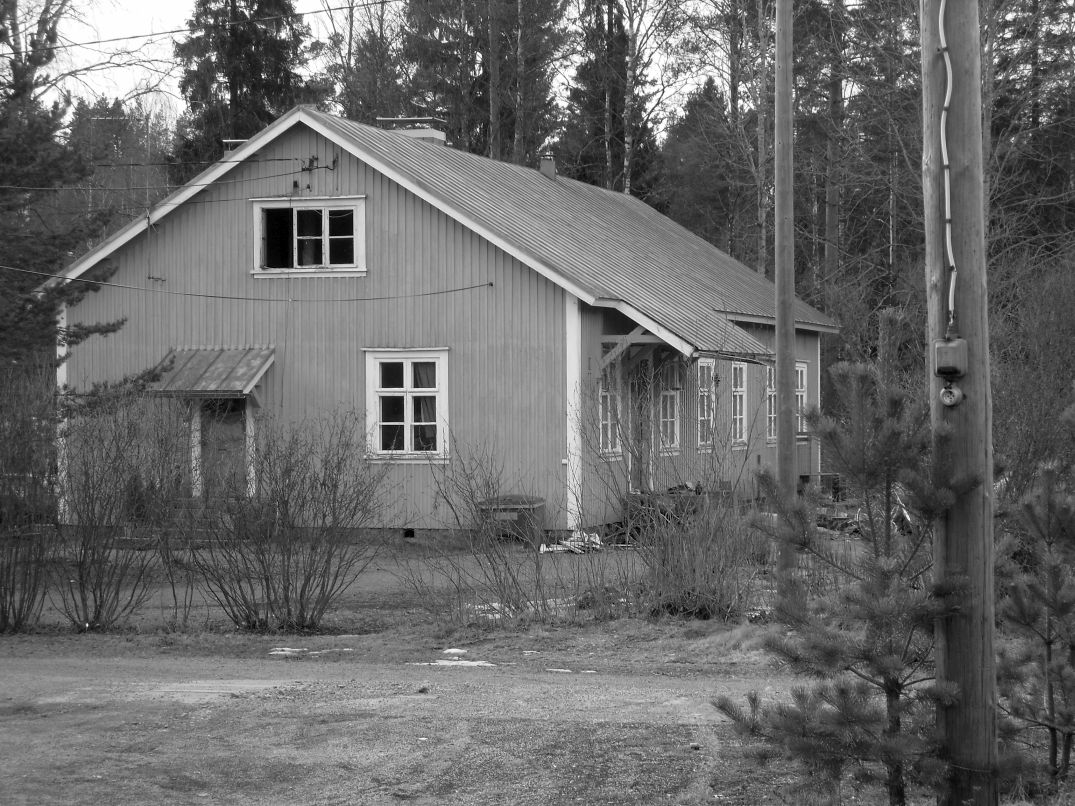
Virdois
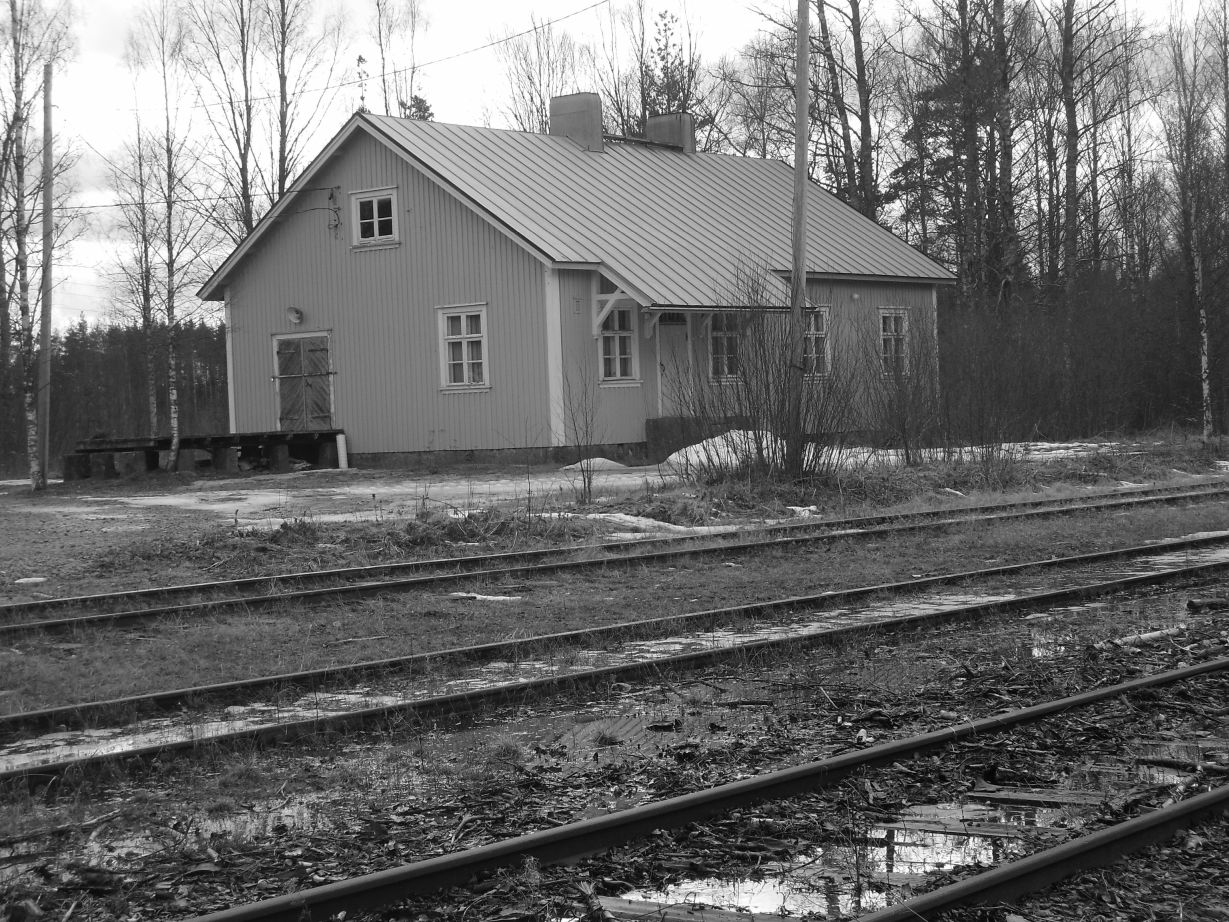
Kihniö
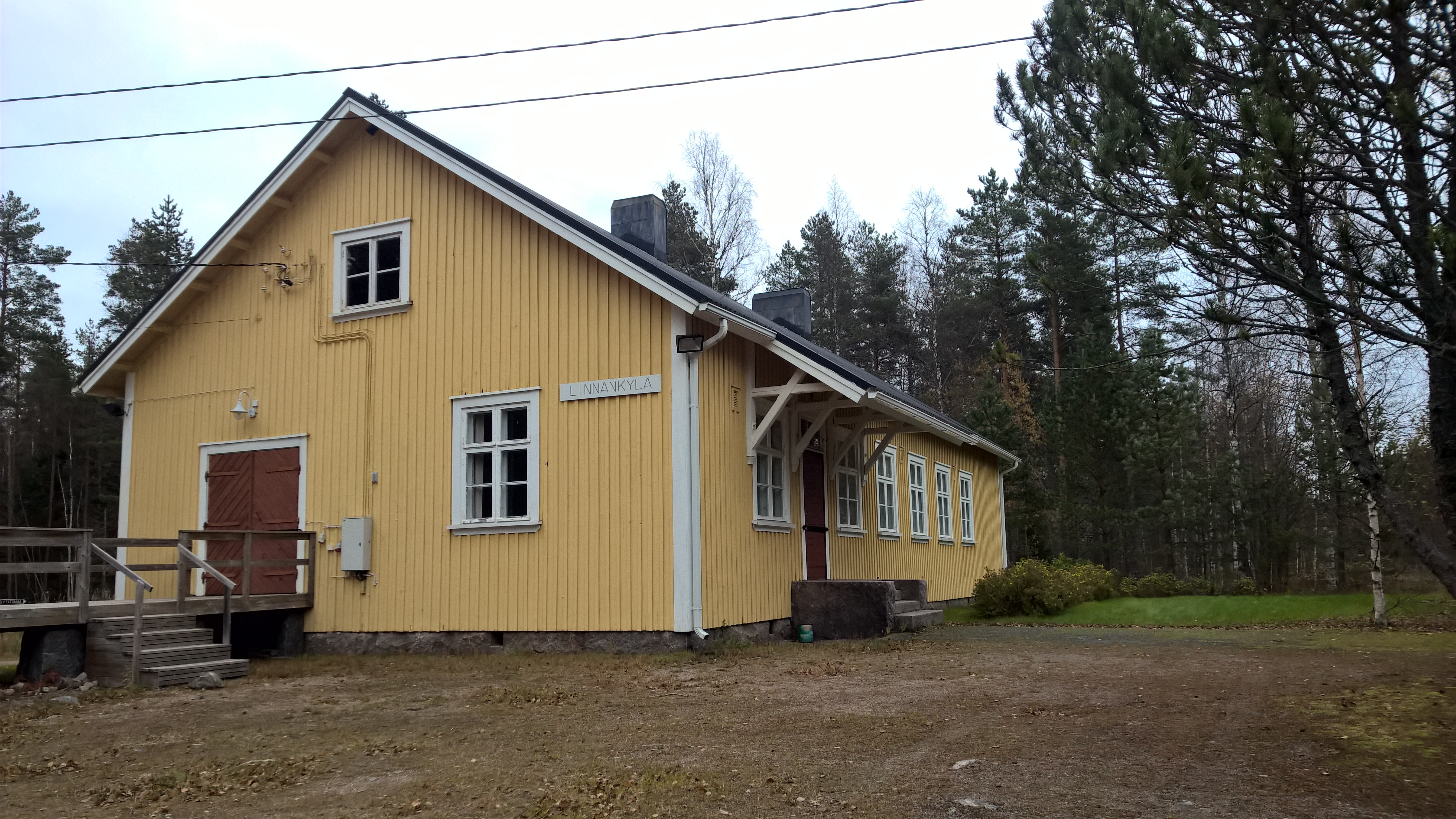
Linnankylä
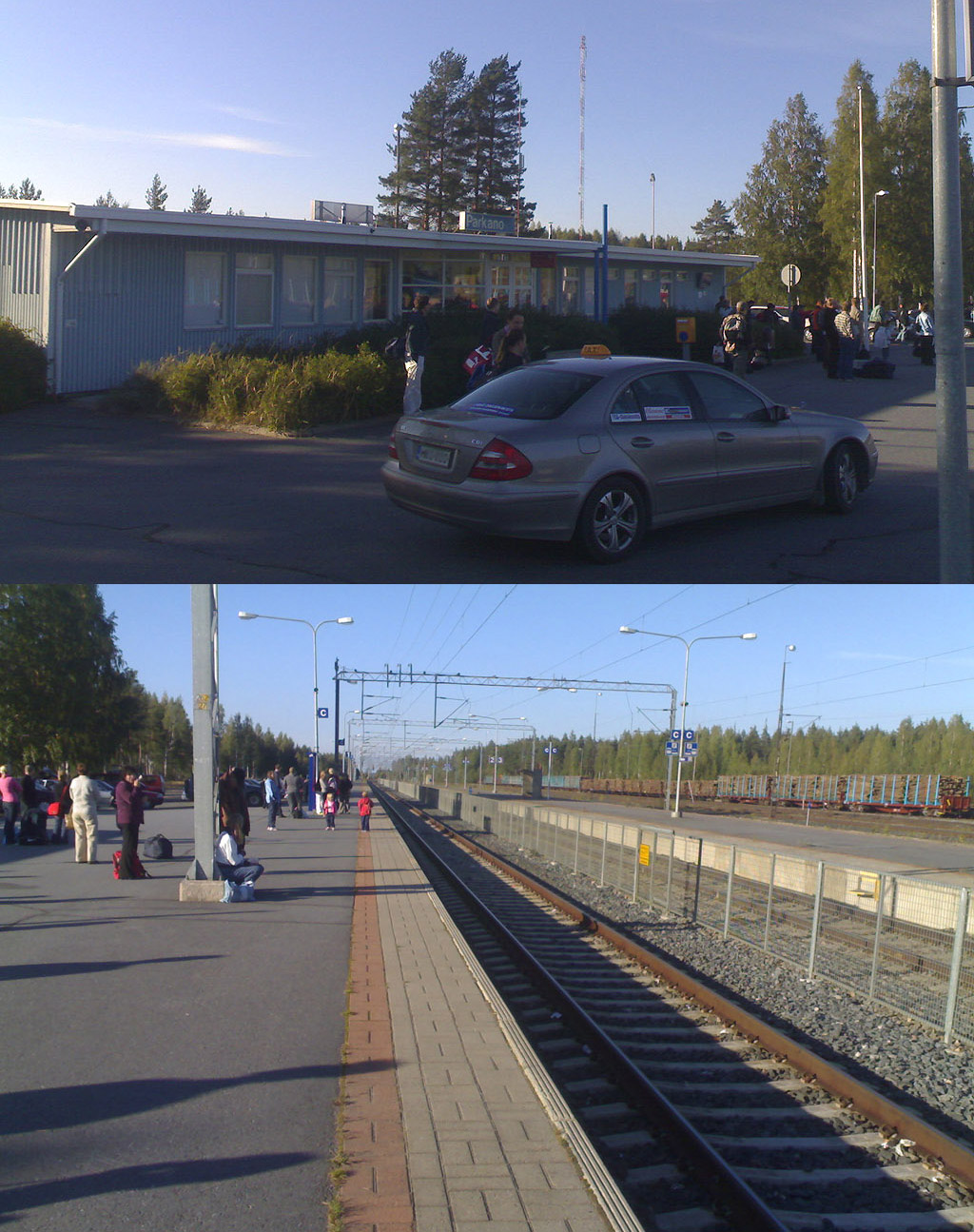
Parkano
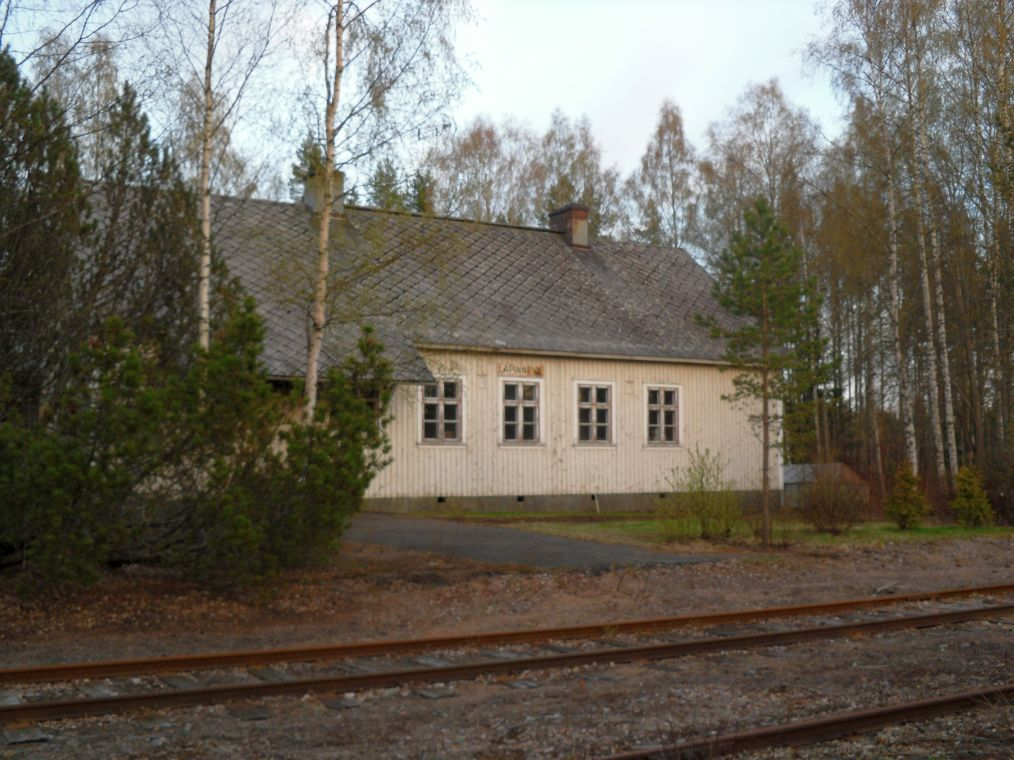
Lapinneva
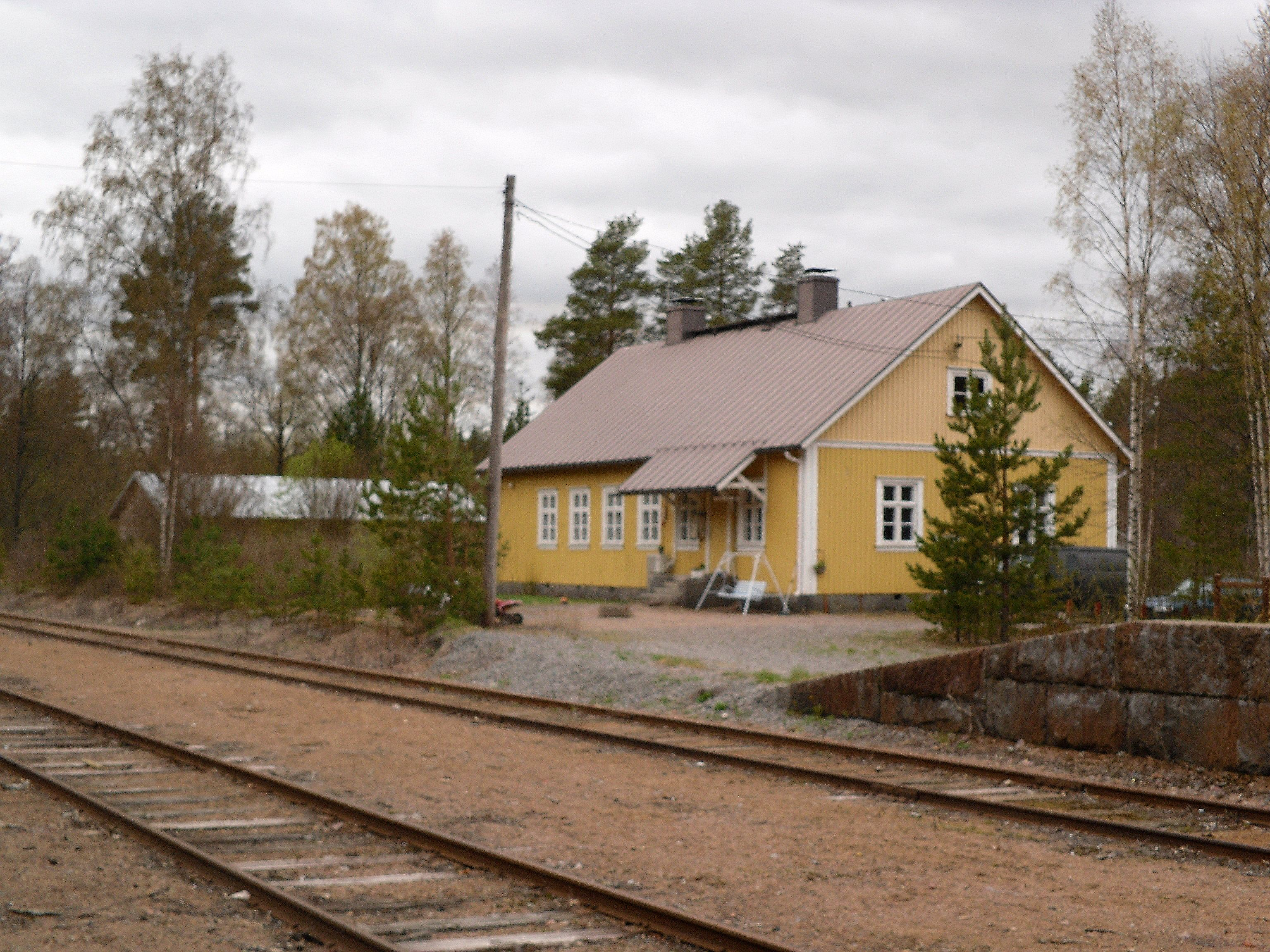
Niinisalo
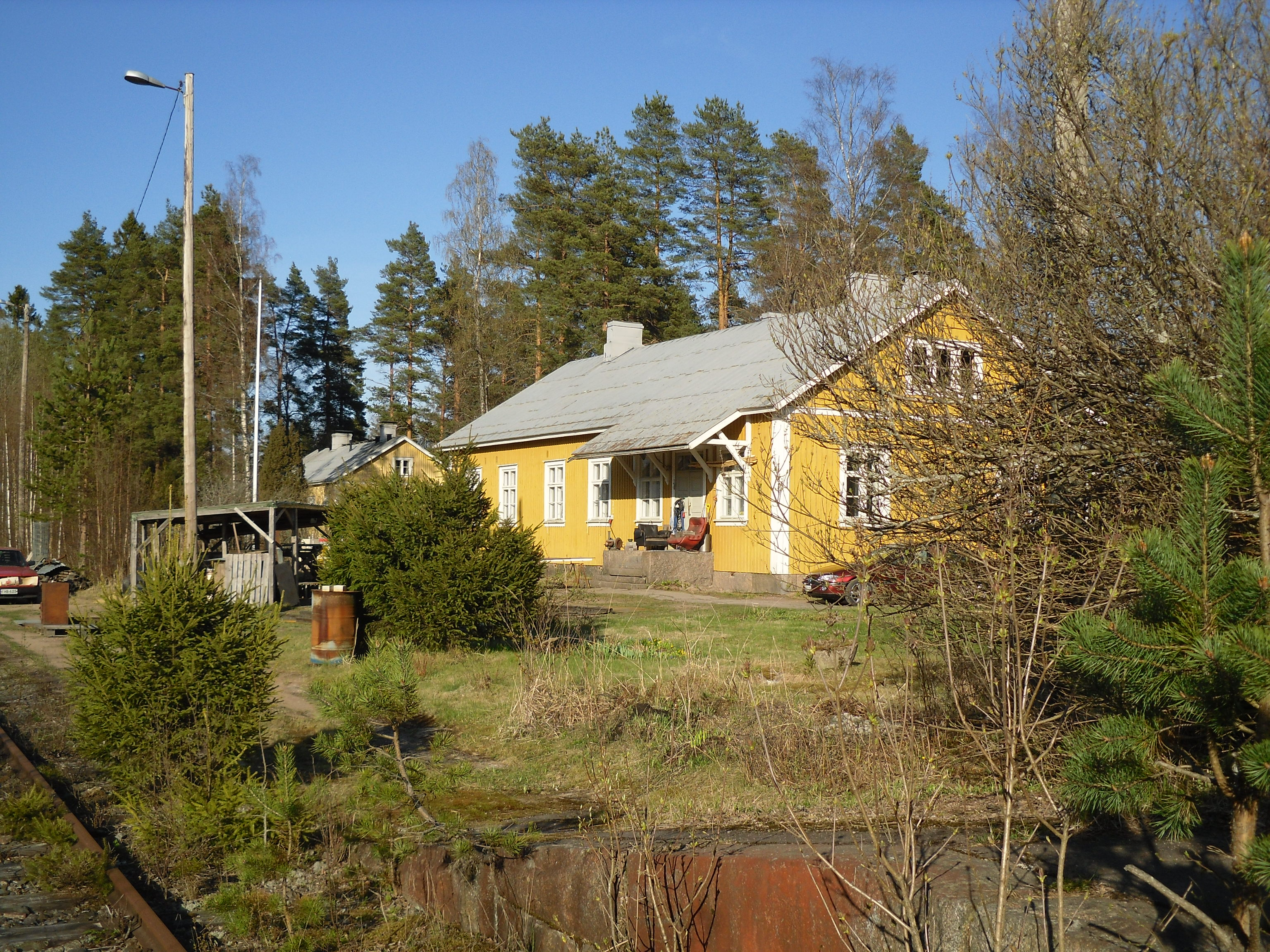
Kankaanpää
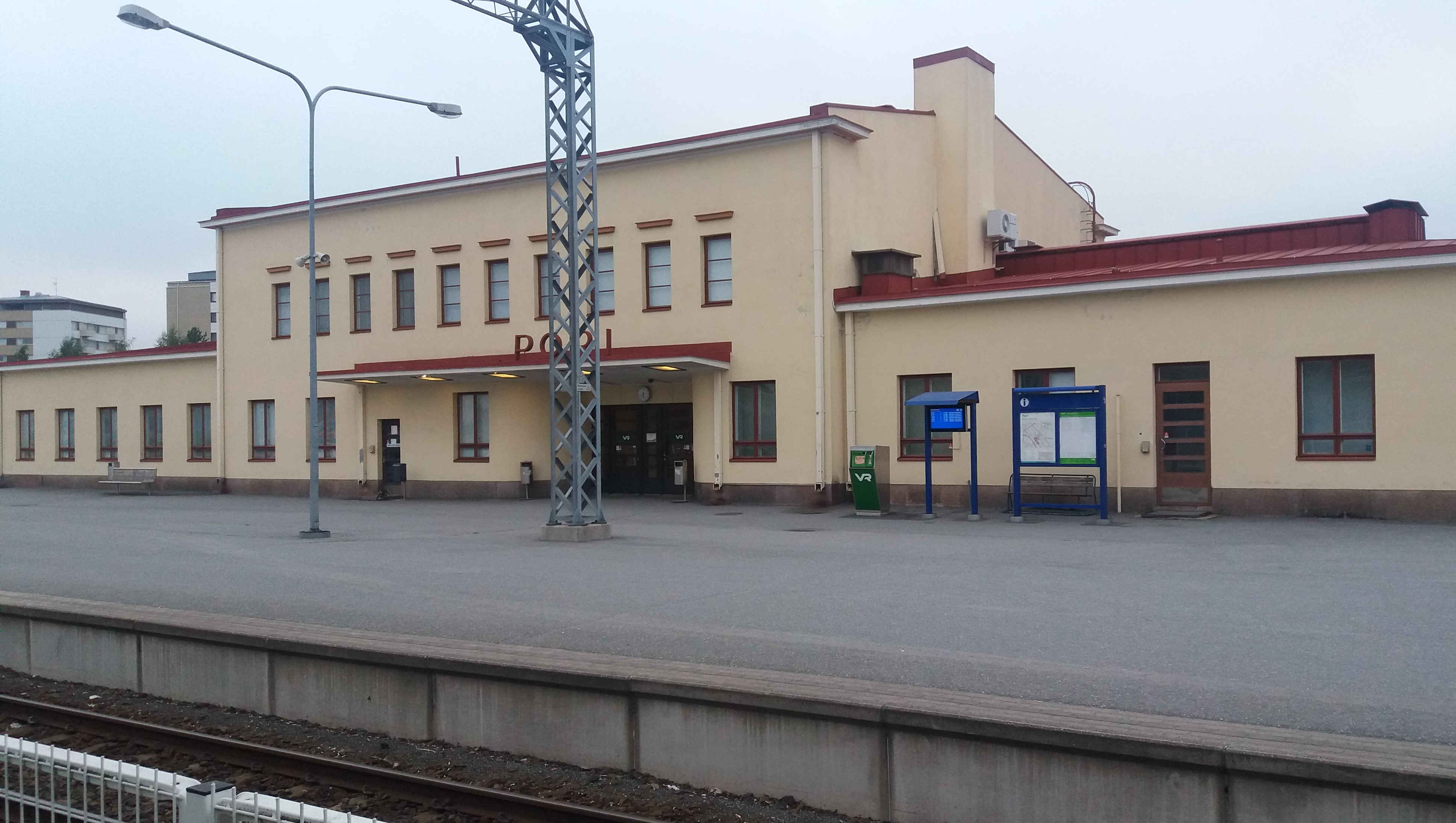
Björneborg